# Amanda Ngandu-Ntumba
Amanda Ngandu-Ntumba (née le 24 juin 2000 à Juvisy-sur-Orge) est une athlète française, spécialiste du lancer du poids et du lancer du disque.

## Biographie
En 2018, Amanda Ngandu-Ntumba se classe 4e des Championnats du monde juniors de Tampere. Elle remporte la médaille de bronze du lancer du disque aux championnats d'Europe juniors 2019.
En 2020, elle est sacrée championne de France du lancer du poids à l'occasion des championnats de France élite à Albi. Elle s'adjuge par ailleurs la médaille de bronze au lancer du disque.
En mars 2022, elle termine deuxième du concours espoir de lancer du disque et troisième au lancer du poids de la Coupe d'Europe des lancers 2021 à Split,.
Lors des championnats de France à Angers le 28 juin 2024, elle bat son record au poids en le portant à 17 mètres et 11 centimètres.
À Ramona (USA), le 12 avril 2025, elle améliore son record au disque en lançant à 63 mètres et 59 centimètres

## Palmarès

### International
- Coupe d'Europe des lancers :
  - Lancer du disque :  Médaille d'or en 2022 (chez les Espoirs)
  - Lancer du disque :  Médaille d'argent en 2021 (chez les Espoirs)
  - Lancer du poids :  Médaille d'argent en 2022 (chez les Espoirs)
  - Lancer du poids :  Médaille de bronze en 2021 (chez les Espoirs)

### National
- Championnats de France en plein air :
  - Lancer du poids : Vainqueur en 2020, 2021, 2022  ,2024
  - Lancer du disque : 3e en 2020  et 2021, 2e en 2022,2024 et 2025
- Championnats de France en salle :
  - Lancer du poids : Vainqueur en 2021, 2022 et 2023 ,2024 , 3e en 2020